# Dollhouse
Dollhouse er en amerikansk tv-serie skabt af Joss Whedon. 
Serien debuterede på FOX den 13. februar 2009, og der kom en anden sæson, på trods af lave seertal til den første. Derefter blev tv-serien aflyst.